# Tamás Vásáry
Tamás Vásáry   (Debrecen, 11 d'agost de 1933) és un pianista i director d'orquestra hongarès.

## Biografia i carrera
Vásáry va néixer a Debrecen, Hongria, i va debutar a l'escena als 8 anys interpretant el Concert per a piano en re major, K.107 de Mozart, a la ciutat del seu naixement, on va fer un recital en solitari l'any següent. Després va començar a concertar-se regularment com un nen prodigi. En aquesta època se li va presentar a Ernő Dohnányi, una figura important de la vida musical a Hongria, que va fer una excepció única en oferir l'acceptació del jove dotat com a alumne malgrat la seva edat. Vásáry va estudiar poc temps sota la seva tutela, però, ja que Dohnányi va abandonar aviat Hongria.
També va estudiar amb József Gát i Lajos Hernádi a l'Acadèmia de Música Franz Liszt de Budapest, i posteriorment va ser ajudant de Zoltán Kodály. Amb 14 anys, va guanyar el primer premi al concurs Franz Liszt de l'Acadèmia de Música de Budapest, el 1947. Va deixar Hongria el 1956 i es va establir a Suïssa. Va debutar a les principals ciutats d'Occident el 1960-61. Posteriorment, ha residit a Londres. Va fer molts enregistraments per a "Deutsche Grammophon", en particular del repertori romàntic, especialment Frédéric Chopin, Franz Liszt i Serguei Rakhmàninov.
Com a director d'orquestra, Vásáry va exercir com a director artístic conjunt de la Simfònica del Nord del 1979 al 1982, compartint el càrrec amb Iván Fischer. Amb la Simfònica del Nord, Vásáry va gravar els concerts de piano Chopin, dirigint-los des del teclat. Vásáry va ser posteriorment director principal de la Bournemouth Sinfonietta, del 1989 al 97. Entre 1993 i 2004 va ser el director principal de lOrquestra Simfònica de la Ràdio d'Hongria. Ha dirigit moltes de les principals orquestres britàniques, a més de presentar-se regularment als Estats Units i en altres llocs com a pianista i director.

## Enregistraments
Vásáry ha enregistrat sota sis segells diferents: "Supraphon, Deutsche Grammophon, Chandos Records, Academy Sound and Vision, Collins Classic i Hungaroton". Ha enregistrat més de 20 àlbums de la música de Liszt, Chopin, Brahms, Debussy, Rachmaninoff i Mozart amb Deutsche Grammophon. El 1991, el seu enregistrament d'obres de Liszt publicades per l'Acadèmia de so i visió va guanyar el Gran Premi a Hongria. El seu enregistrament del concert per a violí de Dohnányi publicat per Hungaroton va guanyar el premi Midem.